# Premi Wolf en Química
El Premi Wolf ha estat lliurat anualment des de 1978 a científics i artistes vius per "els seus assoliments en interès de la humanitat i de les relacions fraternes entre els pobles (...) sense distingir nacionalitat, raça, color, religió, sexe o tendències polítiques". El premi es lliura a Israel per la Fundació Wolf, fundada per Dr. Ricardo Wolf, un inventor alemany i antic ambaixador de Cuba a Israel. S'atorguen en sis camps: Agricultura, Química, Matemàtiques, Medicina, Física, i Arts. Cada premi consisteix en un diploma i 100 000 dòlars. Els Premis Wolf atorgats en química són sovint considerats els més prestigiosos premis en aquest camp després del Premi Nobel.

## Guardonats[1]
| - 1978 Carl Djerassi - 1979 Herman F. Mark - 1980 Henry Eyring - 1981 Joseph Chatt - 1982 John Polanyi, George C. Pimentel - 1983/4 Herbert S. Gutowsky, Harden M. McConnell, John A. Waugh - 1984/5 Rudolph A. Marcus - 1986 Elias James Corey, Albert Eschenmoser - 1987 David C. Phillips, David M. Blow - 1988 Joshua Jortner, Raphael David Levine - 1989 Duilio Arigoni, Alan Battersby - 1990 No atorgat - 1991 Richard R. Ernst, Alexander Pines - 1992 John Pople - 1993 Ahmed H. Zewail - 1994 Richard Lerner, Peter Schultz - 1995 Gilbert Stork, Samuel J. Danishefsky - 1996 No atorgat - 1998 Gerhard Ertl, Gabor A. Somorjai - 1999 Raymond U. Lemieux | - 2000 Frank Albert Cotton - 2001 Henri B. Kagan, Ryoji Noyori, K. Barry Sharpless - 2002 No atorgat - 2003 No atorgat - 2004 Harry B. Gray - 2005 Richard Zare - 2006/7 Ada Yonath, George Feher - 2008 W. E. Moerner, Allen J. Bard - 2009 No atorgat - 2010 No atorgat - 2011 Ching W. Tang, Stuart A. Rice, Krzysztof Matyjaszewski - 2012 Paul Alivisatos, Charles Lieber - 2013 Robert S. Langer - 2014 Chi-Huey Wong - 2015 No atorgat - 2016 K.C. Nicolaou, Stuart Scheiber - 2017 Robert Bergman - 2018 Omar M. Yaghi, Makoto Fujita - 2019 Stephen L. Buchwald, John F. Hartwig |